# Mesogenea costimacula
Mesogenea costimacula là một loài bướm đêm trong họ Noctuidae.